# Обязательное социальное страхование в России
Обязательное социальное страхование — часть государственной системы социальной защиты населения, спецификой которой является осуществляемое в соответствии с федеральным законом страхование работающих граждан от возможного изменения материального и (или) социального положения, в том числе по независящим от них обстоятельствам.
Социальное страхование — это особая система защиты работающих граждан и находящихся на их иждивении членов семей от потери трудового дохода при наступлении нетрудоспособности вследствие старости, инвалидности, болезни, безработицы, материнства, смерти кормильца.
Обязательное социальное страхование в России состоит из 6 частей:
1. Обязательное страхование на случай временной нетрудоспособности (болезни),
2. Обязательное страхование в связи с материнством,
3. Обязательное страхование от несчастных случаев на производстве и профессиональных заболеваний,
4. Обязательное медицинское страхование,
5. Обязательное пенсионное страхование,
6. Обязательное страхование на случай смерти застрахованного лица или несовершеннолетнего члена его семьи.

## Доходы и расходы системы обязательного социального страхования
Финансовые средства аккумулируются и распределяются тремя фондами:
- Фонд социального страхования
- Фонд обязательного медицинского страхования
- Пенсионный фонд Российской Федерации.

### Доходы фондов
Фонды имеют собственные бюджеты, независимые от бюджетной системы России. Поэтому они также называются внебюджетными фондами. Источник денежных средств — страховые взносы, которые предприятия (страхователи) перечисляют в соответствующие фонды. В случае дефицита бюджетов фондов недостаток средств покрывается трансфертными платежами из федерального бюджета России.
Размер страховых взносов рассчитывается исходя из размеров оплаты труда работников предприятий, а также иных вознаграждений и выплат работникам предприятий. Индивидуальные предприниматели, адвокаты, нотариусы определяют суммы взносов в особом порядке.

### Случаи, когда взносы не уплачиваются
Взносы не уплачиваются со следующих выплат работникам:
- суточные — при условии, что в локальном акте организации установлен предельный размер необлагаемых взносами выплат
- материальная помощь в любом размере:
  - в связи со смертью члена семьи (в соответствии с Гражданским кодексом РФ членами семьи считаются муж, жена, дети и родители)
  - в случае стихийного бедствия, теракта
  - в случае произошедшего у работника чрезвычайного обстоятельства (ограбление, потоп в квартире, и тому подобное), подтверждённого справкой компетентных органов (полиция, ЖЭК и так далее)
- рождение, усыновление, удочерение детей — не более 50 000 рублей на одного ребёнка, при условии, что выплата совершена в течение первого года после наступления события
- на любые цели 4 000 рублей на работника в год (можно выплачивать не единовременно)

Также взносы не уплачиваются со следующих расходов предприятия (страхователя):
- при медицинском страховании работника более года:
  - взносы по договору добровольного медицинского страхования (ДМС)
  - взносы на обслуживание работников в поликлинике напрямую
- страхование жизни работников
- страхование вреда здоровью работников
- платежи по негосударственному пенсионному страхованию.

### Основные расходы фондов
- Выплаты пособий по больничным листам
- Выплаты пособий в связи с материнством:
  - по беременности и родам
  - при рождении ребёнка
  - по уходу за ребёнком до трёх лет
- Финансирование санаторно-курортного лечения и отдыха
- Выплаты в связи с инвалидностью
- Обеспечение заявок инвалидов на технические средства реабилитации и протезно-ортопедические изделия
- Расходы на поликлиники, больницы, медицинскую помощь
- Выплаты пенсий пенсионерам

## Администрирование страховых взносов
Начисление страховых взносов — расчёт сумм страховых взносов, которые нужно уплатить в фонды. Начислением страховых взносов занимается бухгалтерия предприятия (страхователя). Страховые взносы уплачиваются в фонды в день выдачи зарплаты, но не позднее 15 числа месяца следующего за расчётным.
Администрирование — это отслеживание правильности исчисления и своевременной уплаты страховых взносов в фонды, приём отчётности от предприятий (страхователей), учёт платежей, зачет или возврат излишне уплаченных страховых взносов, взыскание задолженности по платежам.
Администрированием занимаются два фонда:
- Фонд социального страхования (ФСС)[2] — администрирует страховые взносы на
  - обязательное страхование на случай временной нетрудоспособности или в связи с материнством
  - обязательное страхование от несчастных случаев на производстве и профессиональных заболеваний.
- Пенсионный фонд России (ПФР) — администрирует страховые взносы на
  - обязательное пенсионное страхование[3]
  - обязательное медицинское страхование[4].

Карточка индивидуального учета сумм начисленных выплат и иных вознаграждений и сумм начисленных страховых взносов открывается на расчётный период (календарный год) и заполняется на каждое физическое лицо — сотрудника организации.
C 1 января 2017 года администрированием страховых взносов по всем видам обязательного пенсионного, социального и медицинского страхования занимается Федеральная налоговая служба.

## Отчётность
Предприятия (страхователи) ежеквартально сдают отчётность в фонды. Если на предприятии работает больше 25 сотрудников, то отчётность в обязательном порядке сдаётся в электронном виде с электронной цифровой подписью через Интернет.
- В ФСС сдаётся отчёт «4-ФСС» на бумажном носителе подается не позднее 20-го, а в форме электронного документа — не позднее 25-го числа месяца, следующего за отчётным периодом.
- В ПФР сдаётся отчёт «РСВ-1» на бумажном носителе подается не позднее 15-го, а в форме электронного документа — не позднее 20-го числа второго календарного месяца, следующего за отчётным периодом. В отчёте «РСВ-1» отображается информация о начисленных и уплаченных страховых взносах, оставшейся задолженности, а также на каждого сотрудника подаётся информация:
  - фамилия, имя, отчество
  - страховой номер индивидуального лицевого счета (СНИЛС)
  - суммы оплаты труда за каждый месяц
  - страховый стаж.

## История
Социальное страхование возникло в XIX веке в Германии. В настоящее время национальные системы социального страхования созданы во всех без исключения экономически развитых странах мира.
Об истории ФСС смотри Фонд социального страхования Российской Федерации. Раздел История

## Взыскание недоимок по страховым взносам, а также пеней и штрафов
В 2015 году сообщалось, что если плательщик добровольно не уплачивал суммы, указанные в «Требовании об уплате недоимки, пеней и штрафов», то обязанность по уплате страховых взносов исполнялась в принудительном порядке путем обращения взыскания на денежные средства плательщика в банках. Предварительно орган ПФР принимал «Решение о взыскании страховых взносов, пеней и штрафов за счет денежных средств». При недостаточности или отсутствии денежных средств на счетах плательщика или при отсутствии информации о счетах плательщика орган ПФР имел право взыскать, через судебного пристава-исполнителя, задолженность имуществом должника, при этом, если гражданин прекращал деятельность в качестве индивидуального предпринимателя, при этом задолженность у него оставалась, взыскание производилось через районный суд.
К 2016 году предприниматели сообщали об отходе налоговых инспекций от сервисной функции в пользу карательной с обвинительным уклоном, что, в результате увеличения уголовных дел, существенно увеличило сборы налогов, в том числе страховых взносов.
В 2017 году была введена уголовная ответственность за уклонение от уплаты страховых взносов, в этом же году, в связи с изменением налогового кодекса и с целью эффективного взыскания долгов, сбор взносов от пенсионных фондов передали в ведение территориальных налоговых инспекций, что привело к существенным ошибкам в налогообложении, о чём бизнес-омбудсмен Борис Титов в указал в письме главе ФНС Михаилу Мишустину. Обязанность платить страховые взносы убыточным, неработающим и не предоставляющим налоговикам отчетность индивидуальным предпринимателям приводила к накоплению начислений и штрафов в крупном размере, кроме того, таким лицам Пенсионный фонд начислял максимальную ставку взносов, в большинстве своем эти колоссальные долги считались безнадежными к взысканию.
К 2018 году ситуация по взысканию страховых недоимок сложилась таким образом, что президент России предложил простить долги по страховым взносам, что и было сделано, однако налоговые органы все равно пытались взимать задолженности несмотря на амнистию зачастую, руководствуясь отсутствием исчерпывающих сведений из органов ПФР о задолженности.